# Battaglia di Wijnendale
La battaglia di Wijnendale ebbe luogo nel corso della guerra di successione spagnola il 28 settembre 1708 presso Wijnendale, nelle Fiandre, tra le forze della Grande Alleanza e l'esercito franco-spagnolo dei Borboni per proteggere un convoglio che si stava dirigendo all'Assedio di Lilla (1708). L'operazione si concluse con una vittoria degli alleati che riuscirono a portare i preziosi rifornimenti a Lilla.

## Antefatto
Dopo la loro grande vittoria nella Battaglia di Oudenaarde (11 luglio 1708), il duca di Marlborough ed il principe Eugenio di Savoia decisero di assediare Lilla, ma la città era molto ben difesa da fortificazioni da poco costruite e disegnate dal celebre geniere francese Vauban oltre che essere difesa da una guarnigione di 16 000 uomini. L'assedio alleato non andò proprio come previsto per la mancanza sostanziale di munizioni. A peggiorare le cose, da est i francesi avevano tagliato i rifornimenti bloccando le vie di accesso alla città, e pertanto l'unica linea rimasta aperta per i rifornimenti era via nave dall'Inghilterra partendo dal porto di Ostenda, a 75 km da Lilla.

Il duca di Marlborough ordinò che i beni necessari fossero inviati via nave ad Ostenda e che un grande convoglio di 700 lenti vagoni fosse organizzato per prestare soccorso a Lilla. Il convoglio era protetto da 6 000 fanti e da 1 500 cavalieri al comando del maggiore generale inglese John Richmond Webb.
Il comandante della guarnigione francese a Bruges, il conte de la Mothe, venne informato di questo convoglio e prese con sé 22 000 - 24 000 e si diresse verso Wijnendale per intercettare il convoglio.

## La battaglia

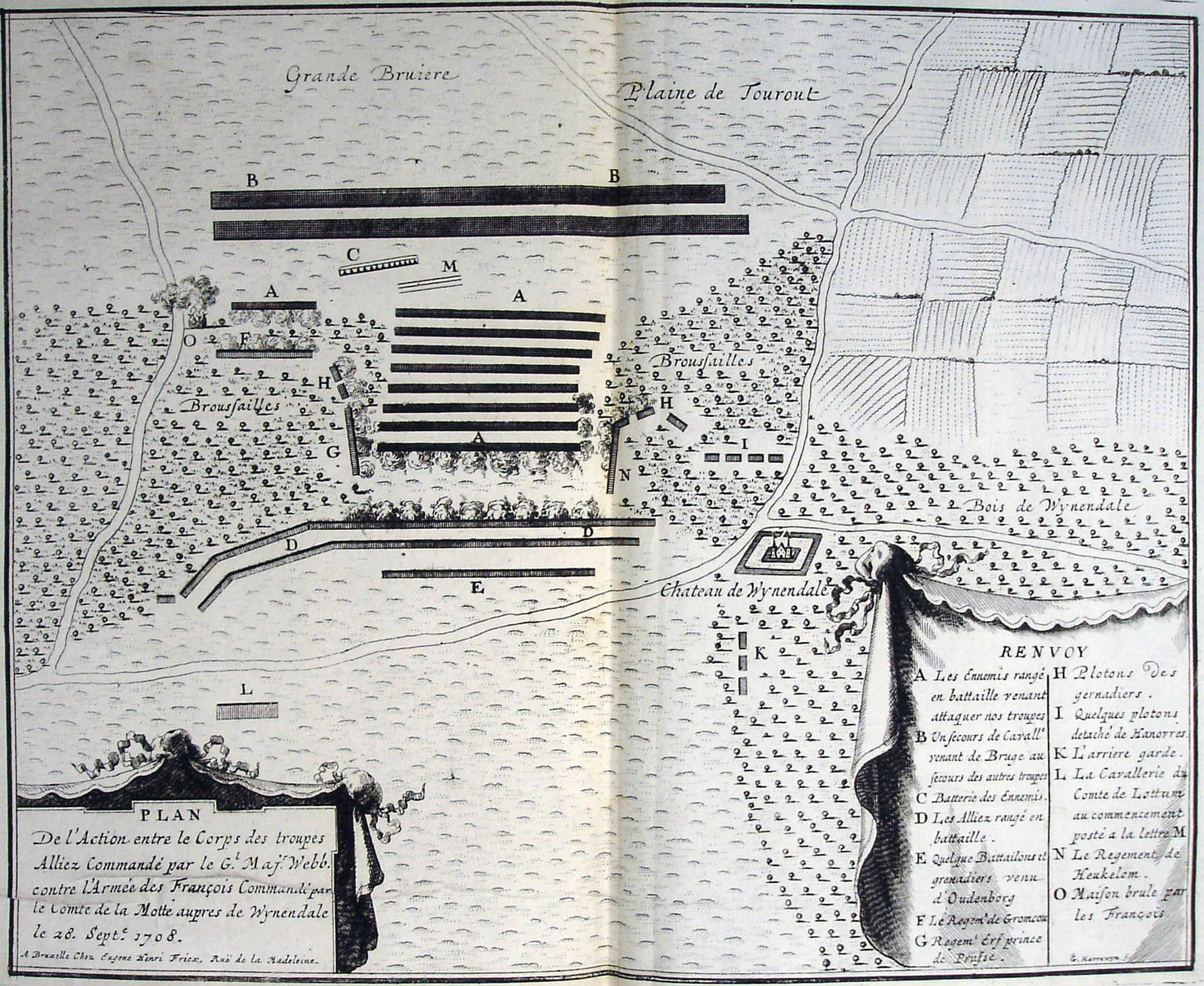
Piano della Battaglia di Wijnendale (1708) stampato da Eugène Henri Fricx a Bruxelles

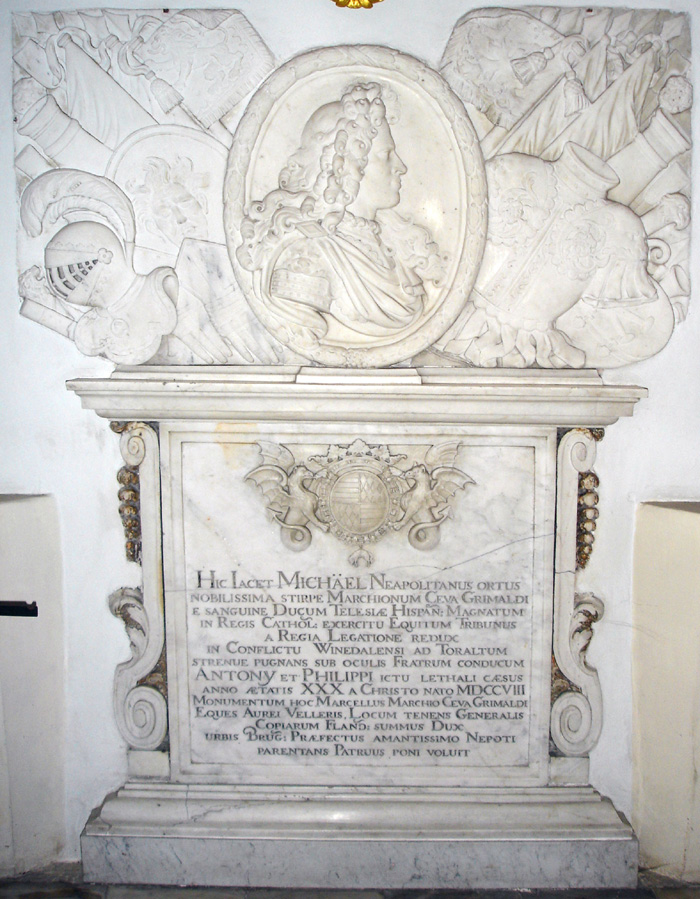
Tomba nella chiesa di Santa Valpurga di Bruges di Michele Ceva Grimaldi, ufficiale dell'esercito spagnolo giunto da Napoli, ucciso durante la battaglia a 30 anni

Webb sapeva dell'avanzata dell'esercito francese e sapeva che il confronto era ormai inevitabile, ma pensò ad un modo per compensare il suo svantaggio numerico. Utilizzando il paesaggio boscoso attorno a Wijnendale, scelse un tratto fiancheggiato da boschi ai lati, vi pose le sue truppe in linea, chiudendosi così lo spazio. Una terza linea venne formata dai rinforzi che giunsero da Oudenburg. Nel frattempo, tra le linee, lentamente, il convoglio continuava ad avanzare verso Lilla.
Mentre Webb disponeva le sue truppe, il generale prussiano Carl von Lottum, con solo 150 cavalieri cercava di avvicinarsi all'esercito francese, con l'intento di distrarre i francesi ed impedire che il de la Mothe venisse a conoscenza dei movimenti degli alleati nell'area.
Giunto alla boscaglia, de la Mothe, aspettandosi una facile vittoria, impiegò il suo esercito.
Tra le 16.00 e le 17.00 l'artiglieria francese aprì il fuoco. Quando de la Mothe vide che gli effetti sul nemico erano limitati, ordinò alla sua fanteria di avanzare. Il grosso delle forze francesi vennero ostacolate dallo spazio ristretto di azione e soffrirono numerose perdite per via del fuoco della prima linea degli alleati che invece conoscevano bene il sito. Webb ordinò quindi ai reggimenti prussiani, hannoveriani e olandesi che erano nascosti nella boscaglia di aprire il fuoco.
Malgrado le pesanti perdite, de la Mothe ordinò un secondo attacco che inizialmente riuscì a far indietreggiare la prima linea degli alleati, ma che con l'aiuto della seconda linea ed il continuo fuoco ai fianchi, costrinse ben presto i francesi a fermare la loro azione ed a ritirarsi dal campo di battaglia.
Quando la battaglia era ormai vinta, la cavalleria alleata al comando di William Cadogan giunse sul campo. Era stato inviato da Lilla da Marlborough che era preoccupato per le sorti del convoglio.

## Conseguenze
Il pegno per due ore di battaglia fu pesante: 3 000-4 000 tra morti e feriti per i franco-spagnoli. Gli alleati persero 900 soldati tra morti e feriti.
Il convoglio raggiunse Lilla intatto il 29 settembre, permettendo così di continuare l'assedio. Tre settimane più tardi, il 22 ottobre, la città venne presa.
Per ragioni politiche, il duca di Marlborough diede nel suo dispaccio iniziale la notizia della vittoria a William Cadogan, del partito Whig. Ma Webb ricevette successivamente il pieno riconoscimento da parte del parlamento per la sua azione, venendo promosso tenente generale dall'anno successivo. Da questo punto in poi Webb divenne il centro dell'agitazione Tory contro il duca di Marlborough.